# 廃止された日本の短期大学一覧
廃止された日本の短期大学一覧（はいしされたにほんのたんきだいがくいちらん）は、統合、4年制に移行などで廃止された日本の短期大学の一覧。

## 国立

### 北海道地方
- 小樽商科大学短期大学部
- 北見工業短期大学（1966年、北見工業大学に改組）
- 北海道大学医療技術短期大学部
- 室蘭工業大学短期大学部

### 東北地方
- 秋田大学医療技術短期大学部
- 東北大学医療技術短期大学部
- 弘前大学医療技術短期大学部
- 福島大学経済短期大学部
- 山形大学工業短期大学部

### 関東地方
- 茨城大学工業短期大学部
- 宇都宮工業短期大学（1964年、宇都宮大学に統合）
- 群馬大学医療技術短期大学部
- 群馬大学工業短期大学部
- 埼玉大学経済短期大学部
- 千葉大学工業短期大学部
- 筑波技術短期大学（2006年、筑波技術大学に改組）
- 筑波大学医療技術短期大学部
- 電気通信大学短期大学部
- 図書館短期大学（1980年、図書館情報大学に改組）

### 中部地方
- 金沢大学医療技術短期大学部
- 岐阜大学医療技術短期大学部
- 岐阜大学工業短期大学部
- 静岡大学工業短期大学部
- 静岡大学法経短期大学部
- 信州大学医療技術短期大学部
- 高岡短期大学（2005年、富山大学に統合）
- 富山大学経営短期大学部
- 長岡工業短期大学（1964年、長岡工業高等専門学校に改組）
- 名古屋工業大学短期大学部
- 名古屋大学医療技術短期大学部
- 新潟大学医療技術短期大学部
- 新潟大学商業短期大学部

### 近畿地方
- 大阪外国語大学短期大学部
- 大阪大学医療技術短期大学部
- 京都工芸繊維大学工業短期大学部
- 京都大学医療技術短期大学部
- 神戸大学医療技術短期大学部
- 滋賀大学経済短期大学部
- 三重大学医療技術短期大学部
- 和歌山大学経済短期大学部

### 中国地方
- 宇部工業短期大学（1964年、宇部工業高等専門学校に改組）
- 岡山大学医療技術短期大学部
- 岡山大学法経短期大学部
- 鳥取大学医療技術短期大学部
- 山口大学医療技術短期大学部
- 山口大学工業短期大学部

### 四国地方
- 徳島大学医療技術短期大学部
- 徳島大学工業短期大学部
- 香川大学商業短期大学部

### 九州地方
- 鹿児島大学医療技術短期大学部
- 九州工業大学短期大学部
- 九州大学医療技術短期大学部
- 熊本大学医療技術短期大学部
- 久留米工業短期大学（1964年、久留米工業高等専門学校に改組）
- 長崎大学医療技術短期大学部
- 長崎大学商科短期大学部
- 琉球大学短期大学部

## 公立

### 北海道地方
道立
- 札幌医科大学衛生短期大学部

市立
- 名寄市立大学短期大学部（2016年、名寄市立大学保健福祉学部社会保育学科に再編・改組。2017年、廃止）

### 東北地方
県立
- 秋田県立大学短期大学部（2006年、秋田県立大学に改組）
- 宮城県農業短期大学（2005年、宮城大学に統合）
- 山形県立保健医療短期大学（2000年、山形県立保健医療大学に改組）

市立
- 秋田公立美術工芸短期大学（秋田県）（一時複数自治体の組合立。2013年、秋田公立美術大学に改組。2015年、廃止）

### 関東地方
都立
- 東京都立医療技術短期大学（1998年、東京都立保健科学大学に改組）
- 東京都立工業短期大学（1972年、東京都立工科短期大学に改組）
- 東京都立航空工業短期大学（1972年、東京都立工科短期大学に改組）
- 東京都立工科短期大学（1986年、東京都立科学技術大学に改組）
- 東京都立商科短期大学（1996年、東京都立短期大学に改組）
- 東京都立立川短期大学（1996年、東京都立短期大学に改組）
- 東京都立短期大学（2005年、首都大学東京に統合）

県立
- 神奈川県立栄養短期大学（2003年、神奈川県立保健福祉大学に改組）
- 神奈川県立衛生短期大学（2003年、神奈川県立保健福祉大学に改組）
- 神奈川県立外語短期大学（2011年、廃止）
- 群馬県立医療短期大学（2005年、群馬県立県民健康科学大学に改組）
- 埼玉県立大学短期大学部
- 千葉県立衛生短期大学（2009年、千葉県立保健医療大学に改組）

市立
- 高崎市立短期大学（1957年、高崎経済大学に改組）
- 前橋市立工業短期大学（1997年、前橋工科大学に改組）
- 横浜市立大学看護短期大学部
- 川崎市立看護短期大学

### 中部地方
県立
- 愛知県立看護短期大学（1995年、愛知県立看護大学に改組）
- 愛知県立女子短期大学（1998年、愛知県立大学に統合）
- 石川県農業短期大学（2005年、石川県立大学に改組）
- 富山県立大学短期大学部（2012年、富山県立大学に統合）
- 新潟県立新潟女子短期大学（2009年、新潟県立大学に改組）
- 新潟県立看護短期大学（2002年、新潟県立看護大学に改組）
- 福井県立大学看護短期大学部
- 長野県短期大学（2018年、長野県立大学に改組）
- 山梨県立看護大学短期大学部
- 山梨県立女子短期大学（2005年、山梨県立大学に統合）

市立
- 金沢美術工芸短期大学（1955年、金沢美術工芸大学に改組）
- 小松短期大学（公設民営の短期大学。2018年、専修学校こまつ看護学校とともに公立小松大学に統合され、公立化。2020年、廃止）
- 都留短期大学（1960年、都留文科大学に改組）
- 名古屋市立大学看護短期大学部
- 名古屋市立女子短期大学（1995年、名古屋市立大学に統合）
- 名古屋市立保育短期大学（1995年、名古屋市立大学に統合）

### 近畿地方
府立
- 大阪社会事業短期大学（1980年、大阪府立大学に統合）
- 大阪府立看護大学医療技術短期大学部
- 大阪府立大学工業短期大学部
- 大阪府立大学農業短期大学部
- 京都府立医科大学医療技術短期大学部
- 京都府立大学女子短期大学部

県立
- 滋賀県立農業短期大学（1956年、滋賀県立短期大学に統合）
- 滋賀県立短期大学（2003年、滋賀県立大学に統合）
- 奈良県立医科大学看護短期大学部
- 奈良県立短期大学（1990年、奈良県立商科大学に改組）
- 姫路短期大学（1998年、姫路工業大学に統合）
- 兵庫農科大学短期大学部
- 三重県立看護短期大学（1997年、三重県立看護大学に改組）
- 和歌山県立医科大学看護短期大学部
- 和歌山県立理科短期大学（1955年、廃止）

市立
- 大阪市立大学看護短期大学部
- 京都市立音楽短期大学（1969年、京都市立芸術大学に統合）
- 京都市立看護短期大学（2010年より募集停止。2013年3月31日、廃止）
- 神戸市外国語大学短期大学部
- 神戸市看護大学短期大学部

### 中国地方
県立
- 岡山県立大学短期大学部
- 島根県立国際短期大学（2000年、島根県立大学に改組）
- 島根県立看護短期大学（2007年、島根県立大学短期大学部に改組）
- 島根県立島根女子短期大学（2007年、島根県立大学短期大学部に改組）
- 広島県立保健福祉短期大学（2000年、広島県立保健福祉大学に改組）
- 広島女子短期大学（1965年、広島女子大学に改組）
- 広島農業短期大学（1989年、広島県立大学に改組）
- 山口女子短期大学（1975年、山口女子大学に改組）

市立
- 新見公立短期大学（2010年、新見公立大学に改組）
- 福山市立女子短期大学（2011年、福山市立大学に改組）
- 尾道短期大学（2001年、尾道大学に改組）
- 下関商業短期大学（1962年、下関市立大学に改組）

### 四国地方
県立
- 愛媛県立医療技術短期大学（2004年、愛媛県立医療技術大学に改組）
- 香川県立医療短期大学（2004年、香川県立保健医療大学に改組）
- 高知女子大学保育短期大学部
- 高知短期大学（高知県）（高知県立大学と高知工科大学に機能を引き継ぎ、2020年に廃止）

### 九州地方
県立
- 長崎県立佐世保商科短期大学（1957年、長崎県立短期大学に統合）
- 長崎県立女子短期大学（1999年、県立長崎シーボルト大学に改組）
- 福岡県社会保育短期大学（1992年、福岡県立大学に改組）

市立
- 北九州大学短期大学部

## 私立

### あ行
- 愛知江南短期大学
- 愛知新城大谷大学短期大学部（愛知県）
- 青葉学園短期大学（東京都）
- 明の星女子短期大学（埼玉県）
- 亜細亜大学短期大学部 (東京都)
- 芦屋学園短期大学（兵庫県）
- アレン国際短期大学（岩手県）
- 青山学院女子短期大学（東京都）

い
- 岩見沢駒澤短期大学（北海道）

う
- 植草学園短期大学（千葉県）
- 宇都宮文星短期大学（栃木県）
- 浦和商業短期大学（埼玉県）
- 浦和大学短期大学部（埼玉県）

え
- 愛媛帝京短期大学

お
- 近江短期大学（滋賀県）
- 大阪産業大学短期大学部（大阪府）
- 大阪女子短期大学（大阪府）
- 小樽短期大学（北海道）

### か行
か
- 香川県明善短期大学
- 鹿児島工業短期大学
- カリタス女子短期大学（神奈川県）
- 関東短期大学（群馬県）
- 環太平洋大学短期大学部（愛媛県）

き
- 北九州女子短期大学（福岡県）
- 北九州短期大学（福岡県）
- 九州電機短期大学（福岡県）
- 協同組合短期大学（東京都）
- 京都聖母女学院短期大学（京都府）
- 岐阜聖徳学園大学短期大学部（岐阜県）※予定
- 近畿大学青踏女子短期大学（和歌山県）

く
- 久留米信愛短期大学
- 群馬松嶺福祉短期大学

け
- 賢明女子学院短期大学（兵庫県）（土地・建物は近大姫路大学が継承）

こ
- 攻玉社工科短期大学（東京都）
- 神戸女子大学瀬戸短期大学（岡山県）（土地・建物は環太平洋大学が継承）
- 神戸ファッション造形大学短期大学部（兵庫県）
- 神戸山手短期大学（兵庫県）（校地は関西国際大学が継承）

### さ行
さ
- 酒田短期大学（山形県）
- 札幌香蘭女子短期大学（北海道）（土地・建物は札幌学院大学が継承）
- 札幌大学女子短期大学部（北海道）

し
- 島根中央女子短期大学
- 樟蔭東短期大学（大阪府）
- 上智大学短期大学部  (東京都) (予定)
- 淑徳学園短期大学（埼玉県）（土地・建物は実践女子短期大学が継承したが、現在は大正大学の校地となっている）
- 湘南工業短期大学（神奈川県）
- 昭和女子大学短期大学部（東京都）

す
- 杉野服飾大学短期大学部

せ
- 清真学園女子短期大学（茨城県）
- 聖心ウルスラ学園短期大学（宮崎県）
- 正心女子短期大学（鹿児島県）
- 聖セシリア女子短期大学（神奈川県）
- 成美大学短期大学部（生活福祉科）（2010年に京都短期大学より改称。土地・建物は福知山公立大学が継承）
- 聖母被昇天学院女子短期大学（大阪府）
- 瀬戸内短期大学（香川県）
- 専修大学北海道短期大学（北海道）
- 洗足学園魚津短期大学（富山県）

### た行
た
- 拓殖短期大学（東京都)

ち
- 中部短期大学（愛知県）

つ
- 津田短期大学（鳥取県）
- 敦賀短期大学（福井県）

と
- 東海大学福岡短期大学（福岡県）
- 東京田中短期大学
- 東京福祉大学短期大学部（群馬県）
- 徳島文化女子短期大学
- 土佐女子短期大学（高知県）
- 東海大学短期大学部（静岡県）
- 東海大学医療技術短期大学（神奈川県）

### な行
な
- 長崎玉成短期大学
- 長野経済短期大学
- 七尾短期大学（石川県）

に
- 日本基督教短期大学（千葉県）
- 日本体育大学女子短期大学部（東京都）
- 日本女子体育短期大学（東京都）

の
- 農民講道館農業短期大学（埼玉県）
- ノートルダム清心女子短期大学（広島県）

### は行
は
- 梅花女子大学短期大学部（大阪府）

ひ
- PL学園女子短期大学（大阪府）
- 日向学院短期大学（宮崎県）
- 広島中央女子短期大学

ふ
- プール学院短期大学（大阪府）
- 富士フェニックス短期大学（静岡県）
- 富士見丘女子短期大学（静岡県）
- 文化女子大学室蘭短期大学（北海道）
- 文化学園大学短期大学部(東京都)
- 文京学院短期大学（東京都）（1991年、埼玉県入間郡大井町〈現在のふじみ野市〉キャンパス〈経営学科・保育科〉は文京女子大学の学部に改組、2014年、廃止）

へ
- 平安女学院大学短期大学部

ほ
- 北海道科学大学短期大学部

### ま行
ま
- 松山外国語短期大学（愛媛県）

み
- 三重中京大学短期大学部
- 水戸短期大学（茨城県）
- 南日本短期大学（鹿児島県）

も
- 桃山学院短期大学（愛媛県）

### や行
や
- 山脇学園短期大学（東京都）

### ら行
- 立教女学院短期大学（東京都）
- 龍谷大学短期大学部（京都府）（予定）

### 四年制大学等に改組・統合されたもの

#### あ行
あ
- 愛知きわみ看護短期大学（愛知県）→一宮研伸大学看護学部
- 愛知工業大学短期大学部
- 愛知淑徳短期大学
- 青葉学園短期大学（東京都）→東京医療保健大学
- 青森短期大学
- 青山学院女子短期大学（東京都）→青山学院大学
- 秋田桂城短期大学→秋田看護福祉大学
- 麻布公衆衛生短期大学（神奈川県）→麻布大学
- 麻生福岡短期大学（福岡県）→九州情報大学
- 跡見学園女子大学短期大学部（東京都）
- 安城学園大学短期大学部（愛知県）→安城学園女子短期大学（現：愛知学泉短期大学）
- 旭川大学短期大学部（北海道）→旭川市立大学短期大学部 ※2023年4月、公立大学法人旭川市立大学に移管

い
- 茨城キリスト教大学短期大学部
- 岩手看護短期大学（岩手県）→岩手医科大学看護学部

え
- 英知短期大学（兵庫県）
- 江戸川短期大学（千葉県）
- エリザベト短期大学（広島県）→エリザベト音楽大学

お
- 桜美林大学短期大学部（東京都）
- 大分女子短期大学→大分工業大学
- 大阪青山大学短期大学部（旧称：大阪青山短期大学）→大阪青山大学
- 大阪大谷大学短期大学部
- 大阪薫英女子短期大学→大阪人間科学大学
- 大阪工業大学短期大学部
- 大阪信愛学院短期大学
- 大阪樟蔭女子大学短期大学部（奈良県）
- 大阪体育大学短期大学部
- 大阪電気通信大学短期大学部
- 大阪短期大学→南大阪大学
- 大阪明浄女子短期大学→大阪明浄大学→大阪観光大学
- 大谷大学短期大学部→大谷大学
- 岡崎学園国際短期大学（愛知県）→人間環境大学
- 岡山商科短期大学
- 沖縄国際大学短期大学部
- 沖縄大学短期大学部

#### か行
か
- 嘉悦大学短期大学部（東京都）
- 学習院女子短期大学→学習院女子大学（東京都）
- 鹿児島商科短期大学→鹿児島経済大学
- 鹿児島国際大学短期大学部
- 活水女子短期大学→活水女子大学（長崎県）
- 神奈川大学短期大学部
- 川村短期大学（東京都）→川村学園女子大学
- 関西国際大学短期大学部（兵庫県）
- 関西鍼灸短期大学（大阪府）→関西鍼灸大学
- 関西大学短期大学部（大阪府）
- 関西学院短期大学（兵庫県）
- 関東学院女子短期大学（神奈川県）→関東学院大学

き
- 畿央大学短期大学部（奈良県）
- 吉備国際大学短期大学部（岡山県）→ 順正高等看護福祉専門学校社会福祉課程介護福祉科、吉備国際大学社会科学部スポーツ社会学科、心理学部こども発達教育学科
- 岐阜医療技術短期大学→岐阜医療科学大学
- 岐阜保健大学短期大学部→岐阜保健大学
- 九州女学院短期大学（熊本県）→九州ルーテル学院大学
- 共愛学園女子短期大学（群馬県）→共愛学園前橋国際大学
- 共栄学園短期大学（埼玉県）→共栄大学
- 京都医療技術短期大学→京都医療科学大学
- 京都芸術短期大学→京都造形芸術大学
- 京都女子大学短期大学部
- 京都精華大学短期大学部
- 京都文化短期大学→京都学園大学
- 杏林短期大学（東京都）
- 金城学院大学短期大学部（愛知県）
- 銀杏学園短期大学（熊本県）→熊本保健科学大学

く
- 熊本音楽短期大学→平成音楽大学
- 熊本学園大学短期大学部
- 熊本工業短期大学→熊本工業大学
- 久留米工業学園短期大学（福岡県）
- 群馬パース学園短期大学
- 呉大学短期大学部（広島県）

け
- 慶應義塾看護短期大学（東京都）
- 恵泉女学園園芸短期大学（神奈川県）

こ
- 皇學館短期大学（三重県）
- 工学院大学短期大学部（東京都）
- 甲南女子大学短期大学部（兵庫県）
- 神戸海星女子学院短期大学（兵庫県）
- 神戸学院女子短期大学（兵庫県）→神戸学院大学
- 神戸松蔭女子学院大学短期大学部（兵庫県）
- 神戸常磐大学短期大学部（兵庫県）
- 光陵短期大学（愛知県）→名古屋商科大学
- 光陵女子短期大学（愛知県）→名古屋商科大学
- 国士舘短期大学（東京都）
- 駒澤大学苫小牧短期大学（北海道）→苫小牧駒澤大学
- 駒澤短期大学（東京都）

#### さ行
さ
- 埼玉短期大学→平成国際大学
- 札幌短期大学（北海道）→札幌学院大学
- サレジオ短期大学（東京都）→育英工業高等専門学校
- 三育学院短期大学（千葉県）→三育学院大学看護学部
- 産業医科大学医療技術短期大学（福岡県）

し
- 至学館大学短期大学部（愛知県）
- 四国学院短期大学（香川県）
- 静岡学園短期大学→静岡産業大学
- 静岡福祉大学短期大学部
- 自治医科大学看護短期大学（栃木県）
- 芝浦工業短期大学（東京都）
- 淑徳大学短期大学部（東京都）
- 順天堂医療短期大学（千葉県）
- 松蔭女子短期大学（神奈川県）→松蔭女子大学
- 尚絅学院大学女子短期大学部（宮城県）
- 湘南国際女子短期大学（神奈川県）→多摩大学グローバルスタディーズ学部
- 十文字学園女子大学短期大学部（埼玉県）
- 順正短期大学（岡山県）→吉備国際大学短期大学部
- 尚美学園短期大学（埼玉県）
- 昭和大学医療短期大学（神奈川県）
- 女子聖学院短期大学（埼玉県）→聖学院大学
- 白百合短期大学（東京都）→白百合女子大学

す
- 椙山女学園大学短期大学部（愛知県）
- 鈴峯女子短期大学（広島県）→広島修道大学人文学部教育学科

せ
- 成安造形短期大学（京都府）→大阪成蹊大学芸術学部
- 成城大学短期大学部（東京都）
- 聖泉大学短期大学部（滋賀県）
- 聖徳栄養短期大学（東京都）→東京聖栄大学
- 聖母女子短期大学（東京都）→聖母大学→上智大学
- 西南学院大学短期大学部（福岡県）
- 聖隷クリストファー大学看護短期大学部（静岡県）
- 聖路加短期大学（東京都）→聖路加国際大学
- 聖マリア学院短期大学（福岡県）→聖マリア学院大学
- 専修大学短期大学（東京都）
- 仙台白百合短期大学（（宮城県）→仙台白百合女子大学
- 千里金蘭大学短期大学部（大阪府）

そ
- 相愛女子短期大学（大阪府）→相愛大学

#### た行
た
- 大同工業短期大学（愛知県）→大同工業大学
- 高崎芸術短期大学（群馬県）→創造学園大学
- 高崎健康福祉大学短期大学部（群馬県）
- 拓殖短期大学（東京都）
- 宝塚造形芸術大学短期大学部（大阪府）
- 玉川学園女子短期大学（東京都）→玉川大学
- 多摩美術短期大学（東京都）

ち
- 筑紫女学園大学短期大学部（福岡県）
- 千葉短期大学→千葉商科大学
- 中央商科短期大学（東京都）→中央学院大学
- 中京短期大学 (愛知県)
- 中部工業短期大学（愛知県）→中部大学
- 中部大学女子短期大学（愛知県）
- 中部社会事業短期大学（愛知県）→日本福祉大学

て
- 帝京大学福岡短期大学（福岡県）
- 帝京平成看護短期大学（千葉県）→帝京平成大学地域医療学部看護学科
- 帝塚山学院短期大学（大阪府）
- 帝塚山大学短期大学部（奈良県）
- 田園調布学園大学短期大学部（神奈川県）
- 天使女子短期大学（北海道）→天使大学
- 天理大学女子短期大学部（奈良県）

と
- 東海学園大学短期大学部（愛知県）
- 東海大学医療技術短期大学(神奈川県)→東海大学医学部看護学科
- 東海大学短期大学部　（東京都、静岡県、熊本県）→東海大学
- 東海大学工芸短期大学（北海道）→北海道東海大学
- 東京家政学院短期大学
- 東京家政学院筑波女子大学短期大学部（茨城県）→筑波学院大学
- 東京基督教短期大学（千葉県）
- 東京経済大学短期大学部
- 東京工芸大学女子短期大学部（神奈川県）
- 東京工芸大学短期大学部
- 東京女子大学短期大学部
- 東京純心女子短期大学→東京純心女子大学→東京純心大学
- 東京女学館短期大学
- 東京女子医科大学看護短期大学
- 東京電機大学短期大学
- 東京農業大学短期大学部（東京都）
- 東京富士大学短期大学部（東京都）→東京富士大学経営学部イベントプロデュース学科
- 東京理科大学諏訪短期大学（長野県）→諏訪東京理科大学→公立諏訪東京理科大学
- 東京理科大学山口短期大学（山口県）→山口東京理科大学→山陽小野田市立山口東京理科大学
- 同志社女子大学短期大学部（京都府）
- 同志社大学短期大学部（京都府）
- 道都大学短期大学部（北海道）
- 東邦学園短期大学（愛知県）→愛知東邦大学
- 東邦大学医療短期大学（東京都）
- 東北科学技術短期大学（宮城県）→東北文化学園大学
- 東北学院大学短期大学部（宮城県）
- 東北福祉短期大学（宮城県）
- 東洋英和女学院大学短期大学部（神奈川県）
- 東洋音楽短期大学（東京都）→東京音楽大学
- 東洋女子短期大学（千葉県）→東洋学園大学
- 東洋大学短期大学（東京都）
- 東横学園女子短期大学（東京都）→東京都市大学
- 徳山女子短期大学（山口県）→徳山大学
- 常葉学園富士短期大学（静岡県）→富士常葉大学
- 豊田短期大学（愛知県）→桜花学園大学

#### な行
な
- 長岡短期大学（新潟県）
- 長崎ウエスレヤン短期大学
- 長崎外国語短期大学
- 長崎純心大学短期大学部
- 長崎造船短期大学→長崎総合科学大学
- 名古屋音楽短期大学（愛知県）
- 名古屋学芸大学短期大学部（愛知県）
- 名古屋経済大学短期大学部（愛知県）→名古屋経済大学人間生活科学部教育保育学科
- 名古屋芸術大学短期大学部（愛知県）
- 名古屋聖霊短期大学→南山大学
- 名古屋造形芸術大学短期大学部（愛知県）
- 名古屋明徳短期大学（愛知県）→星城大学
- 奈良学園大学奈良文化女子短期大学部（奈良県）→奈良学園大学人間教育学部
- 南山大学短期大学部

に
- 新潟短期大学→新潟産業大学
- 日本体育大学女子短期大学部（東京都）→日本体育大学児童スポーツ教育学部児童スポーツ教育学科（児童スポーツ教育コース、幼児教育保育コース）
- 日本福祉大学女子短期大学部（愛知県）
- 日本社会事業短期大学（東京都）
- 日本女子体育短期大学（東京都）
- 日本赤十字愛知短期大学（愛知県）→日本赤十字豊田看護大学
- 日本赤十字中央女子短期大学（東京都）→日本赤十字看護大学
- 日本赤十字武蔵野短期大学（東京都）→日本赤十字看護大学
- 日本橋女学館短期大学（千葉県）→日本橋学館大学

#### は行
は
- 梅花女子大学短期大学部（大阪府）→梅花女子大学食文化学部
- 梅光学院大学女子短期大学部（山口県）
- 萩女子短期大学（山口県）→萩国際大学
- 白鷗大学女子短期大学部（栃木県）
- 羽衣学園短期大学（大阪府）→羽衣国際大学

ひ
- 姫路学院女子短期大学（兵庫県）→近畿福祉大学
- 弘前学院短期大学（青森県）
- 広島工業短期大学
- 広島国際学院大学自動車短期大学部（広島国際学院専門学校〈現・広島国際学院自動車整備大学校〉に学校種別が移行された。）
- 広島修道大学短期大学部
- 広島女学院大学短期大学部
- 広島女子商短期大学→広島安芸女子大学
- 広島文教女子大学短期大学部

ふ
- フェリス女学院短期大学（神奈川県）
- 福井医療短期大学（福井県）→福井医療大学
- 福井女子短期大学→福井工業大学
- 福岡大学短期大学部
- 藤女子短期大学（北海道）
- 藤田保健衛生大学短期大学（愛知県）
- 文教大学女子短期大学部（神奈川県）
- 文理情報短期大学（埼玉県）→西武文理大学

ほ
- 法政大学短期大学部（神奈川県）
- 宝仙学園短期大学（東京都）→こども教育宝仙大学
- 北陸学院大学短期大学部（石川県）
- 北海学園北見短期大学（北海道）→北海学園北見大学
- 北海学園大学短期大学部（北海道）
- 北海道文教大学短期大学部（北海道）
- 北海道科学大学短期大学部（北海道）

#### ま行
み
- 身延山短期大学（山梨県）
- 宮城学院女子短期大学

む
- 武蔵工業大学短期大学部（東京都）→東京都市大学
- 武蔵野音楽大学短期大学部（埼玉県）
- 武蔵野女子大学短期大学部→武蔵野大学（東京都）
- 武蔵野美術大学短期大学部（東京都）

め
- 名城大学短期大学部（愛知県）
- 明治大学短期大学（東京都）
- 明治鍼灸短期大学（京都府）
- 明治鍼灸大学医療技術短期大学部→明治国際医療大学（京都府）

#### や行
や
- 八幡大学短期大学部（福岡県）
- ヤマザキ動物看護短期大学（東京都）→ヤマザキ学園大学
- 山梨英和短期大学

よ
- 横浜商科短期大学（神奈川県）
- 横浜創英短期大学（神奈川県）
- 横浜美術短期大学（神奈川県）
- 四日市大学短期大学部（三重県）

#### ら行
ら
- 酪農学園大学短期大学部（北海道）

り
- 立正大学短期大学部（埼玉県）
- 立命館大学短期大学部（京都府）
- 立教女学院短期大学(東京都)

れ
- 麗澤短期大学（千葉県）

#### わ行
わ
- 和洋女子大学短期大学部（千葉県）
- 稚内北星学園短期大学（北海道）

## 参考
短期大学の設置が構想または計画されながらも実現しなかったもの
- 釧路経営短期大学
- 福岡県立農業短期大学
- 富士ソフィア女学院短期大学
- 三重看護衛生短期大学
- 和歌山短期大学
- 広島大学短期大学部